# Tokai Teio
Tokai Teio (en japonais : トウカイテイオー) (1988-2013) est un cheval de course japonais, cheval de l'année 1991 et membre du Hall of Fame des courses japonaises. 

## Carrière de courses

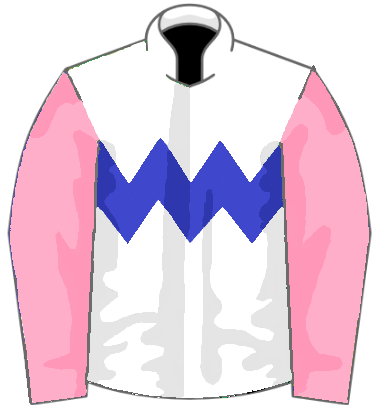
Casaque de Masanori Uchimura

Né à Niikappu, sur l'île de Hokkaido, Tokai Teio est envoyé à Rittō, dans la préfecture de Shiga chez l'entraîneur Shoichi Mastumoto, qui le tient en très haute estime et fait très tôt du Derby Japonais l'objectif du poulain. Il débute à la toute fin de son année de 2 ans, par une victoire dans une courses pour inédits disputée à Chukyo, puis enchaîne par un succès dans les Cyclamen Stakes. En 1991, le 3 ans continue son ascension en s'adjugeant coup sur coup deux stakes en prévision d'une candidature aux épreuves de la Triple Couronne japonaise.   
Le 14 avril, Tokai Teio s'aligne au départ du Satsuki Shō, les 2000 Guinées japonaises, où il a pour adversaire principale la pouliche Ibuki Mikagura, jusqu'alors le meilleur élément de sa génération. Pas idéalement loti avec le numéro 18 à la corde, Tokai Teio s'impose pourtant d'une longueur aux dépens de l'outsider Shako Grade. Le voilà donc vainqueur classique, et Shoichi Matsumoto va pouvoir vérifier si sa prédiction était juste, si son protégé est bien un poulain de Derby. Il va faire mieux que ça, en survolant le Tokyo Yushun de trois longueurs, devenant le quinzième cheval de l'histoire à remporter les deux premières manches de la Triple Couronne, et le premier depuis son père Symboli Rudolf à réaliser cette performance en étant invaincu. Pour devenir le cinquième titulaire de cette Triple Couronne, Tokai Teio doit donc ajouter le Kikuka Shō à son palmarès. Il n'en aura pas l'occasion. Aussitôt la cérémonie du Tokyo Yushun achevée, le poulain, dont la démarche est suspecte, est emmenée passer une radio. Le verdict tombe : une fracture au postérieur gauche, et six mois de convalescence. Adieu la Triple Couronne, la saison est finie. Il est tout de même élu cheval de l'année au Japon avec 134 voix sur 176 votes.
Tokai Teio fait son retour, après 315 jours d'absence, dans le Ōsaka Hai, groupe 2 disputé à Hanshin. Confié désormais à Yukio Okabe (qui fut le jockey de son père Symboli Rudolf), il s'y impose sans coup férir, montrant qu'il est resté le meilleur cheval du Japon. Il se présente donc au départ du Tenno Sho de Printemps dans la peau du cheval à battre, malgré la présence du tenant du titre, le champion et futur hall of famer Mejiro McQueen, et une distance de 3 200 mètres qui représente un saut dans l'inconnu. Tokai Teio est néanmoins désigné grand favori, mais c'est la douche froide : il est battu et bien battu, connaissant la première défaite de sa carrière. Son entraîneur l'attribue à la distance trop longue, mais dix jours plus tard, un examen révèle une nouvelle petite fracture à l'antérieur droit, qui s'est sans doute produite durant la course. Et voilà Tokai Teio de nouveau sur la touche, pour plusieurs mois. On le retrouve en novembre, pour la version automnale du Tenno Sho. La course est menée à une allure folle et Tokai Teio sombre, terminant lointain septième. Le crack aux jambes fragiles serait-il tout simplement fini ? 
Réponse dans la Japan Cup qui, pour la première fois est labellisé groupe 1 international (jusqu'alors, les groupe 1 japonais étaient dits "domestiques"). La grande championne anglaise User Friendly honore la course de sa présence, elle qui a remporté les Oaks, les Irish Oaks, les Yorkshire Oaks et le St. Leger, avant de connaître sa première défaite face à Subotica dans le Prix de l'Arc de Triomphe. Elle est accompagnée de Dr. Devious, lauréat du Derby d'Epsom 1991 et des Irish Champion Stakes trois mois plus tôt, et de Quest For Fame, qui vient de se classer troisième de la Breeders' Cup Turf. Des Australiens aussi ont fait le déplacement, dont Let's Elope, cheval de l'année en Australie, tout comme les Français Dear Doctor, vainqueur en juin de l'Arlington Million, et Vert Amande, troisième de Subotica et User Friendly dans l'Arc. Côté japonais, on compte sur Legacy World, le cheval qui monte, et Let's Go Takin le vainqueur du Tenno Sho d'automne. Bref, c'est une édition historique pour le Japon, où l'on n'a jamais réuni un tel plateau international. Tokai Teio n'est que le cinquième favori, ses récents déboires ayant échaudé les parieurs. Il s'impose, d'une encolure, devant l'Australien Naturalism et Legacy World. Et devient le premier cheval japonais vainqueur d'un groupe 1 international. Dès lors qu'on a retrouvé le grand Tokai Teio, l'Arima Kinen lui semble promis. Il en est le grand favori, confié pour l'occasion à Seiki Tabara, Yukio Okabe purgeant une suspension. Mais une nouvelle fois, douche froide : le champion court très mal et finit onzième. Son entraîneur, Matsumoto, multiplie les justifications : glissade au départ, virus soigné avec des laxatifs peu avant la course... mais le mystère reste entier. Et le titre de cheval de l'année échappe à Tokai Teio au profit du 3 ans Mihono Bourbon, qui a fait le doublé Satsuki Shō / Tokyo Yushun.
Quelques jours après l'Arima Kinen, Tokai Teio est encore trahi par son corps. Cette fois, c'est une blessure musculaire qui le contraint à garder le box. Son retour est prévu en mars pour le Takarazuka Kinen. Mais dix jours avant la course, patatras, énième petite fracture, cette fois à un sabot, et on ne le reverra pas de l'année 1993. Enfin presque. Parce que le 26 décembre, coup de théâtre, le champion est de retour dans l'Arima Kinen. Rentrer dans une telle course après un an d'absence, le pari semble fou. Yukio Okabe, lui, a tourné la page, il choisit de monter le favori Biwa Hayahide, qui reste sur trois victoires dont le Tenno Sho de printemps et le Takarazuka Kinen. Matsumoto fait donc appel une nouvelle fois à Seiki Tabara. Huit vainqueurs de groupe 1 sont au départ, tous en pleine forme. Tokai Teio est le quatrième favori, on se méfie du vieux lion blessé. Et le miracle se produit : dans la ligne droite, il vient chercher un Biwa Hayahide parti pour la gloire et prend une demi-longueur sur le poteau au partenaire de Yukio Okabe, tout penaud et comme puni d'avoir cessé de croire en lui. Jamais un cheval n'avait gagné un groupe 1 après un an d'absence. Ce miracle est récompensé d'un JRA Special Award en janvier 1994. 
L'entourage de Tokai Teio n'est pas décidé à le faire quitter la scène. Il l'annonce au départ du Tenno Sho de printemps, mais une blessure musculaire contrarie ses plans ; il l'annonce au départ du Takarazuka Kinen, mais cette fois une fracture l'en empêche ; il l'annonce au départ du Tenno Sho d'automne, pour ses adieux à la piste, mais Tokai Teio est encore blessé et, finalement, il déclare que le champion ne courra plus. Une cérémonie d'adieux est organisée à l'hippodrome de Fuchū, à Tokyo, le 23 octobre 1994, devant 106 179 spectateurs. L'année suivante, Tokai Teio est introduit au Hall of Fame des courses japonaises.

### Résumé de carrière
| Date         | Hippodrome  | Pays        | Course                | Statut      | Distance    | Jockey          | Place       | Écart       | Vainqueur ou deuxième |
| 1990, 2 ans  | 1990, 2 ans | 1990, 2 ans | 1990, 2 ans           | 1990, 2 ans | 1990, 2 ans | 1990, 2 ans     | 1990, 2 ans | 1990, 2 ans | 1990, 2 ans           |
| ------------ | ----------- | ----------- | --------------------- | ----------- | ----------- | --------------- | ----------- | ----------- | --------------------- |
| 1er décembre | Chukyo      | Japon       | Inédits               |             | 1 800 m     | Takayuki Yasuda | 1er / 13    | 4           | (Color Guard)         |
| 23 décembre  | Kyoto       | Japon       | Cyclamen Stakes       |             | 2 000 m     | Takayuki Yasuda | 1er / 9     | 2           | (Iide Satan )         |
| 1991, 3 ans  |             |             |                       |             |             |                 |             |             |                       |
| 19 janvier   | Kyoto       | Japon       | Wakakoma Stakes       |             | 2 000 m     | Takayuki Yasuda | 1er / 9     |             | (Iide Satan)          |
| 17 mars      | Nakayama    | Japon       | Wakaba Stakes         |             | 2 000 m     | Takayuki Yasuda | 1er / 10    | 2           | (Asakichi)            |
| 14 avril     | Nakayama    | Japon       | Satsuki Shō           | Gr. 1       | 2 000 m     | Takayuki Yasuda | 1er / 18    | 1           | (Shako Grade)         |
| 26 mai       | Tokyo       | Japon       | Tokyo Yushun          | Gr. 1       | 2 400 m     | Takayuki Yasuda | 1er / 20    | 3           | (Leo Durban)          |
| 1992, 4 ans  |             |             |                       |             |             |                 |             |             |                       |
| 5 avril      | Hanshin     | Japon       | Ōsaka Hai             | Gr. 2       | 2 000 m     | Yukio Okabe     | 1er / 8     |             | (Golden Hour)         |
| 26 avril     | Kyoto       | Japon       | Tenno Sho (Printemps) | Gr. 1       | 3 200 m     | Yukio Okabe     | 5e / 14     |             | Mejiro McQueen        |
| 1er novembre | Tokyo       | Japon       | Tenno Sho (Automne)   | Gr. 1       | 2 000 m     | Yukio Okabe     | 7e / 18     |             | Let's Go Tarquin      |
| 29 novembre  | Tokyo       | Japon       | Japan Cup             | Gr. 1       | 2 400 m     | Yukio Okabe     | 1er / 14    | encolure    | (Naturalism)          |
| 27 décembre  | Nakayama    | Japon       | Arima Kinen           | Gr. 1       | 2 500 m     | Seiki Tabara    | 11e / 16    |             | Mejiro Palmer         |
| 1993, 5 ans  |             |             |                       |             |             |                 |             |             |                       |
| 26 décembre  | Nakayama    | Japon       | Arima Kinen           | Gr. 1       | 2 500 m     | Seiki Tabara    | 1er / 14    | 1/2         | (Biwa Hayahide)       |

## Au haras

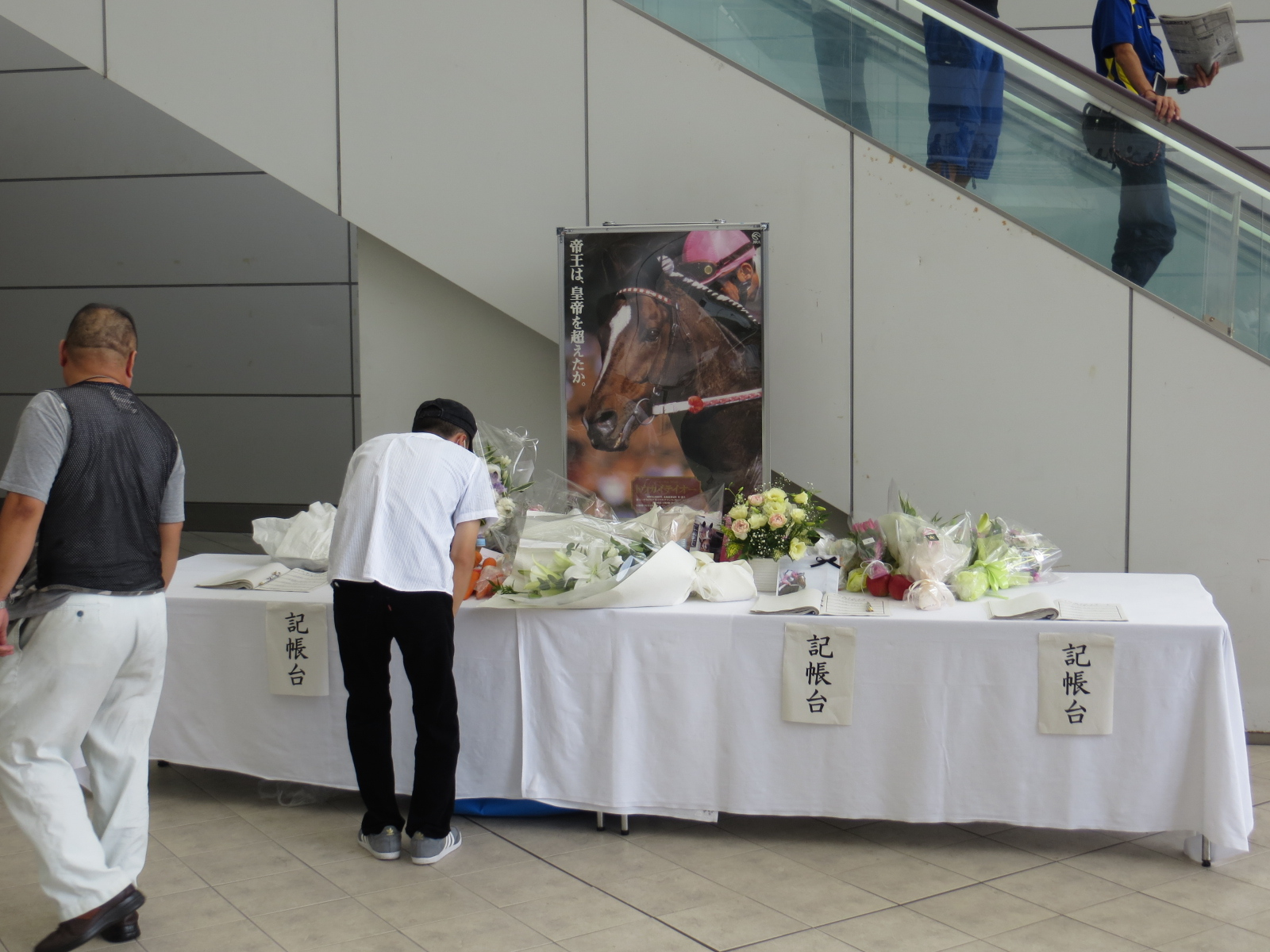
Mémorial funéraire de Tokai Teio à Hanshin

À l'issue de son extraordinaire carrière, Tokai Teio est syndiqué sur la base de 900 millions de yens et rejoint Shadai Farm. Il y a produit quelques bons chevaux, à l'image des vainqueurs de groupe 1 Yamanin Sucre (Hanshin Juvenile Fillies, 2e du Shuka Sho, 3e du Oka Sho), Tokai Point (Mile Championship, 3e du Hong Kong Mile) et Strong Blood (Kashiwa Kinen), mais sans pouvoir poser son empreinte sur l'élevage japonais. 
Régulièrement présenté sur les hippodromes japonais où sa popularité reste intacte, Tokai Teio fait une dernière apparition publique sur l'hippodrome de Hakodate en 2011. Il meurt le 30 août 2013, victime d'une crise cardiaque. À Tokyo, Nakayama, Hanshin, Kyoto, sur tous les hippodromes japonais, on installe un mémorial et un livre de condoléances, qui recueille des milliers de signature. On n'oubliera pas de sitôt Tokai Teio.

## Origines
Symboli Rudolf fut l'un des plus grands champions de l'histoire des courses japonaises : vainqueur de la Triple Couronne japonaise, élu deux fois cheval de l'année (en 1984 et 1985), membre du Hall of Fame. Il fut aussi un terrible flop au haras, et Tokai Teio est le seul cheval de valeur (et quelle valeur) qu'il revendique. 
Tokai Natural, la mère, avait comme Tokai Teio les jambes très fragiles, à tel point qu'elle ne vit jamais un hippodrome. Elle avait gagné sa place au haras grâce à sa sœur, la classique Tokai Roman, lauréate en 1984 du Yūshun Himba et trois ans plus tard du Kyoto Daishoten (Gr.2). Tokai Natural est aussi la mère de l'utile Tokai Oza (par Sunday Silence), vainqueur d'un groupe 2 domestique. La famille est arrivée au Japon en 1931 avec l'importation de l'Américaine Alzada, qui s'est signalée d'emblée en donnant la championne Hisamoto (la sixième mère de Tokai Teio), lauréate du Tokyo Yushun en 1937. 

### Pedigree
| Origines de Tokai Teio (JPN), mâle bai né en 1988 | Origines de Tokai Teio (JPN), mâle bai né en 1988 | Origines de Tokai Teio (JPN), mâle bai né en 1988 | Origines de Tokai Teio (JPN), mâle bai né en 1988 |
| ------------------------------------------------- | ------------------------------------------------- | ------------------------------------------------- | ------------------------------------------------- |
| Père Symboli Rudolf                               | Partholon                                         | Milesian                                          | My Babu                                           |
| Père Symboli Rudolf                               | Partholon                                         | Milesian                                          | Oatflake                                          |
| Père Symboli Rudolf                               | Partholon                                         | Paleo                                             | Pharis                                            |
| Père Symboli Rudolf                               | Partholon                                         | Paleo                                             | Colonice                                          |
| Père Symboli Rudolf                               | Sweet Luna                                        | Speed Symboli                                     | Royal Challenger                                  |
| Père Symboli Rudolf                               | Sweet Luna                                        | Speed Symboli                                     | Sweet Inn                                         |
| Père Symboli Rudolf                               | Sweet Luna                                        | Dance Time                                        | Palestine                                         |
| Père Symboli Rudolf                               | Sweet Luna                                        | Dance Time                                        | Samaritaine                                       |
| Mère Tokai Natural                                | Nice Dancer                                       | Northern Dancer                                   | Nearctic                                          |
| Mère Tokai Natural                                | Nice Dancer                                       | Northern Dancer                                   | Natalma                                           |
| Mère Tokai Natural                                | Nice Dancer                                       | Nice Princess                                     | Le Beau Prince                                    |
| Mère Tokai Natural                                | Nice Dancer                                       | Nice Princess                                     | Happy Night                                       |
| Mère Tokai Natural                                | Tokai Midori                                      | Fabergé                                           | Princely Gift                                     |
| Mère Tokai Natural                                | Tokai Midori                                      | Fabergé                                           | Spring Offensive                                  |
| Mère Tokai Natural                                | Tokai Midori                                      | Tokai Queen                                       | Atlantis                                          |
| Mère Tokai Natural                                | Tokai Midori                                      | Tokai Queen                                       | Top Ryu (Famille 19-b)                            |